# Punto final (programa de televisión)
Punto final es un programa de televisión peruano de corte dominical. Se estrenó en 2009 en Latina Televisión.

## Historia
Se estrenó en 2009 bajo la conducción de Nicolás Lúcar. Este dominical se centra en la investigación periodística, con reportajes, análisis y entrevistas en el ámbito político-social. Contó con dieciséis personas en la producción: entre ellos los reporteros Giovanna Díaz, Martín Arredondo, Thaís Casalino (conocida por su segmento Volverte a ver), Fernando Díaz, Eduardo Venegas y Juliana Oxenford.
En 2011, se dedicó a la eleboración de informes detallados sobre los candidatos en las elecciones generales. Después, en mayo de este año, el programa fue dejado en pausa temporalmente tras entrar en reestructuración. Dejaron el espacio parte del equipo de Lúcar y su productor Eduardo Posadas. Desde el año 2014, Punto final emite en su totalidad en alta definición.
En 2016, tras una serie de acuerdos con el Grupo Enfoca, Lúcar renunció tras imponerse en la renovación de contrato una valla de audiencia para mantener su sueldo. Fue reemplazado por Mónica Delta.

## Sucesos importantes transmitidos
En su primer año, ganó popularidad por su reportaje sobre los involucrados del asesinato de la empresaria de origen judío Miriam Fefer. Días después, se realizó una acalorada discusión con Ariel Bracamonte, involucrado en el informe a partir de una fuente anónima, que le consiguió el primer lugar en la sintonía del fin de semana.
En 2012, se realizó el reportaje «Escuela de talentos», que permitió a su autor, Gastón Gaviola, obtener el Premio Anual al Periodismo Ramón Remolina Serrano, en la categoría de periodismo televisivo, por la Cámara de Comercio de Lima.
En 2021, la Superintendencia Nacional de Migraciones inició una investigación acerca del reglaje en la plataforma a partir de una evidencia del programa, en el cual se mostró a los trabajadores facilitar información personal de celebridades.
En enero de 2022, la Contraloría General de la República tomó acciones para intervenir el Ministerio del Ambiente, después de reportarse irregularidades en la contratación por militantes de Perú Libre. En febrero del mismo año, el MTC retiró a dos empleados, también militantes del partido, que fueron citados en otro reportaje del programa.
En ese mismo mes, enero de 2022, el espacio consiguió las declaraciones en vivo del presidente de Repsol Perú, Jaime Fernández-Cuesta, que asumió la responsabilidad en el incidente de derrame de petróleo en la costa.
En junio de 2022, en el reportaje sobre el Club del Tarot, se reveló un servicio informático de espionaje que facilitaba la información de los postores de concursos públicos, es decir, las negociaciones de obras públicas. Está involucrada China Railway para el Consorcio Vial Pucahuasi. El Organismo Supervisor de las Contrataciones del Estado confirmó la vulnerabilidad para acceder a los concursos y tomó medidas de investigación.
En octubre de 2023, el dominical reveló inconsistencias en el Plan de Ollas Comunes propuesto por Rafael López-Aliaga. Simpatizantes cercanos al burgomaestre hostigaron a Delta por tales revelaciones.
En noviembre de 2023, un reportero del programa reveló una vulnerabilidad del Ministerio de Educación aprovechada por mafias. Consistió en crear un registro virtual adulterado para asegurar que la persona ha concluido sus estudios primarios y secundarios. La directora general de Calidad de la Gestión Escolar del Ministerio de Educación dijo estar sorprendida luego de las revelaciones de ese medio. Posteriormente se reveló que las mafias recurrieron a la base de datos del Reniec para comunicarse con los clientes vía Telegram.
En enero de 2025, un reportero reveló una vulnerabilidad de Sedapal.

## Conductores
- Nicolás Lucár (2009-2016)
- Paco Flores (2012)
- Mónica Delta (2016-presente)
- Fátima Aguilar (2021 y 2022)
- Martín Riepl (octubre de 2021 y octubre de 2022)
- Pedro Tenorio (septiembre de 2023-octubre de 2024)

## Premios y nominaciones

#### Premios Luces
| Año  | Premio                       | Nominación                  | Resultados |
| ---- | ---------------------------- | --------------------------- | ---------- |
| 2012 | Premios Luces de El Comercio | Mejor programa dominical    | Nominado   |
| 2013 | Premios Luces de El Comercio | Mejor programa dominical    | Nominado   |
| 2014 | Premios Luces de El Comercio | Mejor programa dominical    | Nominado   |
| 2020 | Premios Luces de El Comercio | Mejor programa periodístico | Nominado   |
| 2021 | Premios Luces de El Comercio | Mejor programa periodístico | Nominado   |

#### Premios Fama
| Año  | Premio                       | Nominación               | Resultados |
| ---- | ---------------------------- | ------------------------ | ---------- |
| 2019 | Premios Fama de La República | Mejor programa dominical | Nominado   |